# Seria GP3 – Spa-Francorchamps 2016
Runda GP3 na torze Circuit de Spa-Francorchamps – szósta runda mistrzostw serii GP3 w sezonie 2016.

## Lista startowa
| Nr | Kierowca                  | Zespół              | Samochód       | Silnik      | Opony |
| -- | ------------------------- | ------------------- | -------------- | ----------- | ----- |
| 1  | Charles Leclerc           | ART Grand Prix      | Dallara GP3/16 | AER V6 3.4l | P     |
| 2  | Nirei Fukuzumi            | ART Grand Prix      | Dallara GP3/16 | AER V6 3.4l | P     |
| 3  | Alexander Albon           | ART Grand Prix      | Dallara GP3/16 | AER V6 3.4l | P     |
| 4  | Nyck de Vries             | ART Grand Prix      | Dallara GP3/16 | AER V6 3.4l | P     |
| 5  | Antonio Fuoco             | Trident             | Dallara GP3/16 | AER V6 3.4l | P     |
| 6  | Artur Janosz              | Trident             | Dallara GP3/16 | AER V6 3.4l | P     |
| 7  | Giuliano Alesi            | Trident             | Dallara GP3/16 | AER V6 3.4l | P     |
| 8  | Sandy Stuvik              | Trident             | Dallara GP3/16 | AER V6 3.4l | P     |
| 9  | Jake Dennis               | Arden International | Dallara GP3/16 | AER V6 3.4l | P     |
| 10 | Tatiana Calderón          | Arden International | Dallara GP3/16 | AER V6 3.4l | P     |
| 11 | Jack Aitken               | Arden International | Dallara GP3/16 | AER V6 3.4l | P     |
| 14 | Matt Parry                | Koiranen GP         | Dallara GP3/16 | AER V6 3.4l | P     |
| 16 | Matewos Isaakian          | Koiranen GP         | Dallara GP3/16 | AER V6 3.4l | P     |
| 17 | Niko Kari                 | Koiranen GP         | Dallara GP3/16 | AER V6 3.4l | P     |
| 18 | Akash Nandy               | Jenzer Motorsport   | Dallara GP3/16 | AER V6 3.4l | P     |
| 19 | Óscar Tunjo               | Jenzer Motorsport   | Dallara GP3/16 | AER V6 3.4l | P     |
| 20 | Arjun Maini               | Jenzer Motorsport   | Dallara GP3/16 | AER V6 3.4l | P     |
| 22 | Álex Palou                | Campos Racing       | Dallara GP3/16 | AER V6 3.4l | P     |
| 23 | Steijn Schothorst         | Campos Racing       | Dallara GP3/16 | AER V6 3.4l | P     |
| 24 | Konstantin Tierieszczenko | Campos Racing       | Dallara GP3/16 | AER V6 3.4l | P     |
| 26 | Santino Ferrucci          | DAMS                | Dallara GP3/16 | AER V6 3.4l | P     |
| 27 | Jake Hughes               | DAMS                | Dallara GP3/16 | AER V6 3.4l | P     |
| 28 | Kevin Jörg                | DAMS                | Dallara GP3/16 | AER V6 3.4l | P     |
| Nr | Kierowca                  | Zespół              | Samochód       | Silnik      | Opony |

## Wyniki

### Sesja treningowa
| Nr | Kierowca    | Konstruktor | Czas     | Okr. |
| -- | ----------- | ----------- | -------- | ---- |
| 27 | Jake Hughes | DAMS        | 2:06,160 | 15   |

### Kwalifikacje
Źródło: gp3series.com
| Poz. | Nr | Kierowca                  | Konstruktor         | Czas     | Poz. s. |
| ---- | -- | ------------------------- | ------------------- | -------- | ------- |
| 1    | 1  | Charles Leclerc           | ART Grand Prix      | 2:04,896 | 1       |
| 2    | 27 | Jake Hughes               | DAMS                | 2:05,259 | 2       |
| 3    | 4  | Nyck de Vries             | ART Grand Prix      | 2:05,393 | 3       |
| 4    | 5  | Antonio Fuoco             | Trident             | 2:05,448 | 4       |
| 5    | 28 | Kevin Jörg                | DAMS                | 2:05,612 | 5       |
| 6    | 14 | Matt Parry                | Koiranen GP         | 2:05,653 | 6       |
| 7    | 20 | Arjun Maini               | Jenzer Motorsport   | 2:05,661 | 7       |
| 8    | 8  | Sandy Stuvik              | Trident             | 2:05,758 | 8       |
| 9    | 26 | Santino Ferrucci          | DAMS                | 2:05,852 | 9       |
| 10   | 22 | Álex Palou                | Campos Racing       | 2:05,880 | 10      |
| 11   | 2  | Nirei Fukuzumi            | ART Grand Prix      | 2:06,012 | 11      |
| 12   | 16 | Matewos Isaakian          | Koiranen GP         | 2:06,145 | 12      |
| 13   | 9  | Jake Dennis               | Arden International | 2:06,179 | 13      |
| 14   | 11 | Jack Aitken               | Arden International | 2:06,185 | 14      |
| 15   | 23 | Steijn Schothorst         | Campos Racing       | 2:06,201 | 15      |
| 16   | 19 | Óscar Tunjo               | Jenzer Motorsport   | 2:06,282 | 16      |
| 17   | 3  | Alexander Albon           | ART Grand Prix      | 2:06,421 | 17      |
| 18   | 6  | Artur Janosz              | Trident             | 2:06,531 | 18      |
| 19   | 7  | Giuliano Alesi            | Trident             | 2:06,740 | 19      |
| 20   | 24 | Konstantin Tierieszczenko | Campos Racing       | 2:06,769 | 20      |
| 21   | 17 | Niko Kari                 | Koiranen GP         | 2:06,772 | 21      |
| 22   | 10 | Tatiana Calderón          | Arden International | 2:06,900 | 22      |
| 23   | 18 | Akash Nandy               | Jenzer Motorsport   | 2:07,086 | 23      |
| Poz. | Nr | Kierowca                  | Konstruktor         | Czas     | Poz. s. |

### Wyścig 1

#### Wyścig
Źródło: Wyprzedź Mnie!
| P                 | + / –     | Nr | Kierowca                  | Konstruktor         | Okr. | Czas / Strata | Komentarz |
| ----------------- | --------- | -- | ------------------------- | ------------------- | ---- | ------------- | --------- |
| 1                 | Bez zmian | 1  | Charles Leclerc           | ART Grand Prix      | 17   | 40:06,695     |           |
| 2                 | 11        | 9  | Jake Dennis               | Arden International | 17   | +0:02,305     |           |
| 3                 | Bez zmian | 4  | Nyck de Vries             | ART Grand Prix      | 17   | +0:15,402     |           |
| 4                 | Bez zmian | 5  | Antonio Fuoco             | Trident             | 17   | +0:19,427     |           |
| 5                 | 9         | 11 | Jack Aitken               | Arden International | 17   | +0:19,837     |           |
| 6                 | 9         | 23 | Steijn Schothorst         | Campos Racing       | 17   | +0:21,419     |           |
| 7                 | 2         | 26 | Santino Ferrucci          | DAMS                | 17   | +0:24,337     |           |
| 8                 | 4         | 16 | Matewos Isaakian          | Koiranen GP         | 17   | +0:28,856     |           |
| 9                 | 8         | 3  | Alexander Albon           | ART Grand Prix      | 17   | +0:30,076     |           |
| 10                | 9         | 7  | Giuliano Alesi            | Trident             | 17   | +0:31,045     |           |
| 11                | 6         | 28 | Kevin Jörg                | DAMS                | 17   | +0:39,185     |           |
| 12                | 6         | 6  | Artur Janosz              | Trident             | 17   | +0:42,364     |           |
| 13                | 3         | 22 | Álex Palou                | Campos Racing       | 17   | +0:48,122     |           |
| 14                | 8         | 10 | Tatiana Calderón          | Arden International | 17   | +0:41,121     | [ 3 ]     |
| 15                | 1         | 19 | Óscar Tunjo               | Jenzer Motorsport   | 17   | +0:59,185     | [ 3 ]     |
| 16                | 7         | 18 | Akash Nandy               | Jenzer Motorsport   | 17   | +1:15,690     |           |
| 17                | 3         | 24 | Konstantin Tierieszczenko | Campos Racing       | 17   | +1:12,750     | [ 3 ]     |
| Niesklasyfikowani |           |    |                           |                     |      |               |           |
|                   |           | 8  | Sandy Stuvik              | Trident             | 13   | +4 okr.       |           |
|                   |           | 17 | Niko Kari                 | Koiranen GP         | 4    | +13 okr.      |           |
|                   |           | 2  | Nirei Fukuzumi            | ART Grand Prix      | 1    | +16 okr.      |           |
|                   |           | 14 | Matt Parry                | Koiranen GP         | 0    | +17 okr.      |           |
|                   |           | 27 | Jake Hughes               | DAMS                | 0    | +17 okr.      |           |
|                   |           | 20 | Arjun Maini               | Jenzer Motorsport   | 0    | +17 okr.      |           |
| P                 | + / –     | Nr | Kierowca                  | Konstruktor         | Okr. | Czas / Strata | Komentarz |

#### Najszybsze okrążenie
| Nr | Kierowca        | Konstruktor    | Czas     | Okr. |
| -- | --------------- | -------------- | -------- | ---- |
| 1  | Charles Leclerc | ART Grand Prix | 2:09,918 | 5    |

### Wyścig 2

#### Wyścig
Źródło: Wyprzedź Mnie!
| P                 | + / – | Nr | Kierowca                  | Konstruktor         | Okr. | Czas / Strata | Komentarz |
| ----------------- | ----- | -- | ------------------------- | ------------------- | ---- | ------------- | --------- |
| 1                 | 3     | 11 | Jack Aitken               | Arden International | 13   | 31:56,599     |           |
| 2                 | 3     | 5  | Antonio Fuoco             | Trident             | 13   | +0:01,769     |           |
| 3                 | 1     | 26 | Santino Ferrucci          | DAMS                | 13   | +0:05,820     |           |
| 4                 | 3     | 16 | Matewos Isaakian          | Koiranen GP         | 13   | +0:07,207     |           |
| 5                 | 2     | 9  | Jake Dennis               | Arden International | 13   | +0:07,708     |           |
| 6                 | 2     | 1  | Charles Leclerc           | ART Grand Prix      | 13   | +0:08,436     |           |
| 7                 | 4     | 23 | Steijn Schothorst         | Campos Racing       | 13   | +0:09,345     |           |
| 8                 | 2     | 4  | Nyck de Vries             | ART Grand Prix      | 13   | +0:09,851     |           |
| 9                 | 3     | 6  | Artur Janosz              | Trident             | 13   | +0:11,614     |           |
| 10                | 1     | 3  | Alexander Albon           | ART Grand Prix      | 13   | +0:12,363     |           |
| 11                | 2     | 22 | Álex Palou                | Campos Racing       | 13   | +0:14,531     |           |
| 12                | 2     | 7  | Giuliano Alesi            | Trident             | 13   | +0:15,919     |           |
| 13                | 3     | 18 | Akash Nandy               | Jenzer Motorsport   | 13   | +0:16,579     |           |
| 14                | 5     | 17 | Niko Kari                 | Koiranen GP         | 13   | +0:17,591     |           |
| 15                | 5     | 2  | Nirei Fukuzumi            | ART Grand Prix      | 13   | +0:23,275     |           |
| 16                | 7     | 20 | Arjun Maini               | Jenzer Motorsport   | 13   | +0:15,372     | [ 5 ]     |
| 17                | 1     | 8  | Sandy Stuvik              | Trident             | 12   | +1 okr.       |           |
| Niesklasyfikowani |       |    |                           |                     |      |               |           |
|                   |       | 28 | Kevin Jörg                | DAMS                | 8    | +5 okr.       |           |
|                   |       | 14 | Matt Parry                | Koiranen GP         | 5    | +8 okr.       |           |
|                   |       | 27 | Jake Hughes               | DAMS                | 5    | +8 okr.       | [ 5 ]     |
|                   |       | 24 | Konstantin Tierieszczenko | Campos Racing       | 2    | +11 okr.      |           |
|                   |       | 10 | Tatiana Calderón          | Arden International | 1    | +12 okr.      |           |
| P                 | + / – | Nr | Kierowca                  | Konstruktor         | Okr. | Czas / Strata | Komentarz |

#### Najszybsze okrążenie
| Nr | Kierowca    | Konstruktor         | Czas     | Okr. |
| -- | ----------- | ------------------- | -------- | ---- |
| 11 | Jack Aitken | Arden International | 2:09,435 | 8    |

## Klasyfikacja po zakończeniu rundy

### Kierowcy
| P  | +/− | Kierowca                  | Starty | Punkty | P1 | P2 | P3 | PP | NO | NS |
| -- | --- | ------------------------- | ------ | ------ | -- | -- | -- | -- | -- | -- |
| 1  | 0   | Charles Leclerc           | 12     | 161    | 3  | 1  | 3  | 2  | 4  | 1  |
| 2  | +1  | Antonio Fuoco             | 12     | 139    | 2  | 2  | 3  | –  | –  | –  |
| 3  | −1  | Alexander Albon           | 12     | 125    | 3  | 2  | –  | 2  | 2  | 1  |
| 4  | +1  | Nyck de Vries             | 12     | 81     | –  | 1  | 2  | 1  | –  | –  |
| 5  | −1  | Matt Parry                | 12     | 70     | 1  | –  | 1  | –  | –  | 2  |
| 6  | +4  | Jack Aitken               | 12     | 65     | 1  | 1  | –  | –  | 1  | –  |
| 7  | +2  | Jake Dennis               | 12     | 63     | –  | 1  | 1  | –  | 2  | 2  |
| 8  | −2  | Jake Hughes               | 12     | 52     | 1  | 1  | –  | 1  | 1  | 3  |
| 9  | −2  | Ralph Boschung            | 10     | 48     | 1  | –  | –  | –  | 1  | 1  |
| 10 | −2  | Nirei Fukuzumi            | 12     | 43     | –  | –  | 1  | –  | –  | 3  |
| 11 | +2  | Santino Ferrucci          | 12     | 34     | –  | –  | 1  | –  | –  | –  |
| 12 | −1  | Arjun Maini               | 8      | 32     | –  | 1  | –  | –  | –  | 1  |
| 13 | −1  | Óscar Tunjo               | 5      | 18     | –  | 1  | –  | –  | 1  | –  |
| 14 | +4  | Matewos Isaakian          | 12     | 17     | –  | –  | –  | –  | –  | 3  |
| 15 | +2  | Steijn Schothorst         | 12     | 16     | –  | –  | –  | –  | –  | 2  |
| 16 | −2  | Álex Palou                | 12     | 13     | –  | 1  | –  | –  | –  | –  |
| 17 | −2  | Kevin Jörg                | 12     | 13     | –  | –  | –  | –  | –  | 1  |
| 18 | −2  | Sandy Stuvik              | 12     | 8      | –  | –  | –  | –  | –  | 2  |
| 19 | 0   | Artur Janosz              | 12     | 2      | –  | –  | –  | –  | –  | 1  |
| 20 | 0   | Tatiana Calderón          | 12     | 1      | –  | –  | –  | –  | –  | 2  |
| 21 | +3  | Giuliano Alesi            | 10     | 1      | –  | –  | –  | –  | –  | 2  |
| 22 | −1  | Akash Nandy               | 12     | 0      | –  | –  | –  | –  | –  | 3  |
| 23 | −1  | Richard Gonda             | 6      | 0      | –  | –  | –  | –  | –  | 1  |
| 24 | −1  | Konstantin Tierieszczenko | 12     | 0      | –  | –  | –  | –  | –  | 3  |
| 25 | N   | Niko Kari                 | 2      | 0      | –  | –  | –  | –  | –  | 1  |
| 26 | −1  | Mahaveer Raghunathan      | 2      | 0      | –  | –  | –  | –  | –  | –  |
| P  | +/− | Kierowca                  | Starty | Punkty | P1 | P2 | P3 | PP | NO | NS |

### Zespoły
| P | +/− | Konstruktor         | Starty | Punkty | P1 | P2 | P3 | PP | NO | NS |
| - | --- | ------------------- | ------ | ------ | -- | -- | -- | -- | -- | -- |
| 1 | 0   | ART Grand Prix      | 48     | 402    | 6  | 4  | 6  | 10 | 7  | 5  |
| 2 | 0   | Trident             | 46     | 150    | 2  | 2  | 3  | –  | –  | 5  |
| 3 | 0   | Koiranen GP         | 38     | 135    | 2  | –  | 1  | –  | 1  | 7  |
| 4 | +1  | Arden International | 36     | 129    | 1  | 2  | 1  | –  | 3  | 4  |
| 5 | −1  | DAMS                | 36     | 99     | 1  | 1  | 1  | 1  | 1  | 4  |
| 6 | 0   | Jenzer Motorsport   | 31     | 50     | –  | 2  | –  | –  | 1  | 5  |
| 7 | 0   | Campos Racing       | 36     | 29     | –  | 1  | –  | –  | –  | 5  |
| P | +/− | Kierowca            | Starty | Punkty | P1 | P2 | P3 | PP | NO | NS |